# Polyfem
Polyfem el. Polyfemos er en kyklop i græsk mytologi, der mest er kendt for sin rolle i Odysseen, hvor Odysseus og hans skib kommer forbi.
Da Odysseus (der over for Polyfem præsenterede sig som "Ingen") og hans mænd gik ind i Polyfems hule, spærrede han dem inde og spiste langsomt mændene. Det fik Odysseus til at udtænke en plan, der gik ud på at drikke kyklopen fuld i vin og derefter at blinde ham med en glødende kæp. Det lykkedes, men selvom Polyfem intet kunne se, spærrede han udgangen til hulen, og Odysseus slap kun ud ved at binde sig fast under Polyfems får, da de skulle ud på græs.
På vej væk fra Polyfems ø, besluttede den selvglade Odysseus, at afsløre sin identitet for kyklopen, så han råbte sit navn tilbage til Polyfem, der forbandede ham. Således nedkaldte Odysseus sig Poseidons vrede, da Poseidon var far til Polyfem.
I Æneiden lægger også Æneas vejen forbi Polyfems ø, hvor han redder en af Odysseus mænd, der blev glemt på øen.
Hos Theokrit, Pholixenos og Ovid skildres Polyfem ikke som den barbariske kæmpe, men derimod hans forelskelse i nymfen Galatea.